# Dansborg
Dansborg er en fæstning i det sydlige Indien, i den gamle danske koloni, Trankebar (1620-1845), som var på størrelse med Ærø. Fæstningen blev bygget af skånske Ove Gjedde, som også havde kommandoen over Asiatisk Kompagni, som havde til formål at skaffe Danmark del i østens rigdomme. Dansborg blev mest af alt brugt til at vække de 20-30.000 borgeres tryghed og tillid. Fæstningen er danskernes næststørste (efter Kronborg). Danskernes magt over Trankebar og Dansborg ophørte, da kolonien 1845 blev solgt til Englænderne, og fæstningen benyttes i dag som museum.
I 1644 havde det midlertidige overhoved, med titel af Præsident, Bernt Pessart, igennem 8 år undladt regelmæssig vedligehold af Dansborg. Da Pessart blev afsat af kongens udsendte, Willom Leyel, efter dennes store anstrengelser, forestod derfor et omfattende arbejde med genopførelse af Dansborg.